# Tornei di tennis femminili nel 1901
Prima della nascita del WTA Tour, ossia l'apertura alle tenniste professioniste dei tornei che prima di quell'anno erano riservati alle tenniste dilettanti, tutti gli eventi più importanti erano amatoriali, tra questi c'erano i tornei del Grande Slam: il Campionato francese di tennis, il Torneo di Wimbledon e gli U.S. National Championships.

## Gennaio
Nessun evento

## Febbraio
Nessun evento

## Marzo
Nessun evento

## Aprile
Nessun evento

## Maggio
Nessun evento

## Giugno
| Settimana | Torneo                                                              | Vincitore                                                  | Finalista                    | Semifinalisti | Eliminati ai quarti |
| --------- | ------------------------------------------------------------------- | ---------------------------------------------------------- | ---------------------------- | ------------- | ------------------- |
| 3 giugno  | Southern Championships 1901 Washington, USA Erba Singolare - Doppio | Marion Jones 6-4 4-6 6-8 6-2 8-6                           | Elisabeth Moore              |               |                     |
| 3 giugno  | Southern Championships 1901 Washington, USA Erba Singolare - Doppio |                                                            |                              |               |                     |
| 3 giugno  | Southern Championships 1901 Washington, USA Erba Singolare - Doppio | Doppio misto: Jahial Parmly Paret Marion Jones 1-6 6-3 6-1 | Mr Davidson Elisabeth Moore  |               |                     |
| 15 giugno | Kent Championships 1901 Beckenham, Gran Bretagna Singolare - Doppio | Dorothea Douglass 6-1 4-6 6-4                              | Edith Greville               |               |                     |
| 15 giugno | Kent Championships 1901 Beckenham, Gran Bretagna Singolare - Doppio |                                                            |                              |               |                     |
| 29 giugno | U.S. National Championships 1901 Filadelfia, USA Singolare - Doppio | Elisabeth Moore 6-4, 3-6, 7-5, 2-6, 6-2                    | Myrtle McAteer               |               |                     |
| 29 giugno | U.S. National Championships 1901 Filadelfia, USA Singolare - Doppio | Juliette Atkinson Myrtle McAteer walkover                  | Marion Jones Elisabeth Moore |               |                     |

## Luglio
| Settimana | Torneo                                                   | Vincitore                 | Finalista       | Semifinalisti | Eliminati ai quarti |
| --------- | -------------------------------------------------------- | ------------------------- | --------------- | ------------- | ------------------- |
| 3 luglio  | Torneo di Wimbledon 1901 Londra, Gran Bretagna Singolare | Charlotte Cooper 6-2, 6-2 | Blanche Bingley |               |                     |

## Agosto
Nessun evento

## Settembre
Nessun evento

## Ottobre
Nessun evento

## Novembre
Nessun evento

## Dicembre
| Settimana   | Torneo                                                                    | Vincitore                                          | Finalista                | Semifinalisti | Eliminati ai quarti |
| ----------- | ------------------------------------------------------------------------- | -------------------------------------------------- | ------------------------ | ------------- | ------------------- |
| 31 dicembre | New Zealand Championships 1901 Auckland, Nuova Zelanda Singolare - Doppio | Kathleen Mary Nunneley 6-1 6-0                     | A. Nicholson             |               |                     |
| 31 dicembre | New Zealand Championships 1901 Auckland, Nuova Zelanda Singolare - Doppio | Kate Nunneley Miss van Asch 6-0 6-0                | Miss Gorrie Miss Scherff |               |                     |
| 31 dicembre | New Zealand Championships 1901 Auckland, Nuova Zelanda Singolare - Doppio | Doppio misto: Francis Fisher Kate Nunneley 6-2 6-4 | Sloman Mrs Neville       |               |                     |

## Senza data
| Settimana | Torneo                                                       | Vincitore              | Finalista | Semifinalisti | Eliminati ai quarti |
| --------- | ------------------------------------------------------------ | ---------------------- | --------- | ------------- | ------------------- |
|           | Campionato francese di tennis 1901 Parigi, Francia Singolare | Suzanne Girod 6–1, 6–1 | Leroux    |               |                     |